# Lormont
Lormont ist eine französische Stadt mit 24.654 Einwohnern (Stand 1. Januar 2022) im Département Gironde in der Region Nouvelle-Aquitaine. Die Stadt liegt im Arrondissement Bordeaux und ist Hauptort (französisch: chef-lieu) des Kantons Lormont.
Lormont liegt nordöstlich von Bordeaux am östlichen Ufer der Garonne. Im Osten der Stadt verläuft der kleine Nebenfluss Gua. Die Gemeinde wird durch Tram- und Buslinien der TBC erschlossen (Endstation der Linie A der Straßenbahn von Bordeaux).

## Bevölkerungsentwicklung
| Jahr                      | 1962 | 1968   | 1975   | 1982   | 1990   | 1999   | 2011   | 2016   |
| Einwohner                 | 5976 | 10.774 | 18.719 | 20.910 | 21.591 | 21.343 | 20.557 | 23.247 |
| Quelle: Cassini und INSEE |      |        |        |        |        |        |        |        |

## Sehenswürdigkeiten

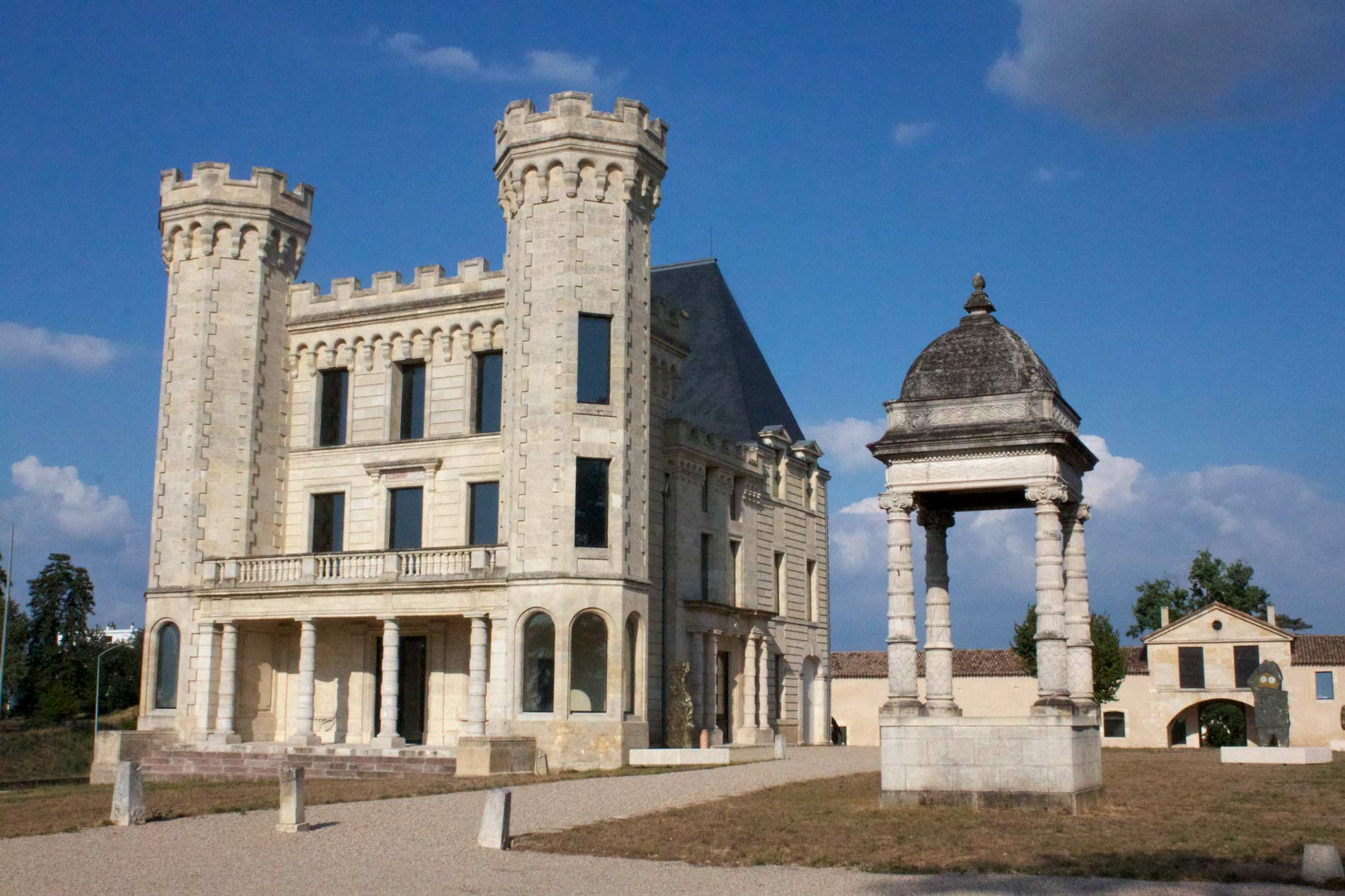
Schloss Lormont

- Schloss Lormont (Château du Prince Noir, Burg des schwarzen Prinzen)
- Schloss Le Bois Fleuri, um 1880 erbaut
- Schloss Génicart
- Schloss Les Iris, 19. Jahrhundert
- Schloss Les Lauriers, 1860 erbaut
- Kirche Saint Martin, 1294 erbaut
- Kirche Saint Esprit
- Parc de l’Ermitage Sainte-Catherine

Siehe auch: Liste der Monuments historiques in Lormont

## Persönlichkeiten
- Cécile Bois (* 1971), Schauspielerin
- Christophe Dugarry (* 1972), Fußballspieler
- Salif Sané (* 1990), Fußballspieler

## Städtepartnerschaft
Partnerstadt Lormonts ist seit 1988 die katalanische Stadt Castelldefels in der Nähe von Barcelona (Spanien).